# Џејсон Кларк
Џејсон Кларк (енгл. Jason Clarke; Винтон, 17. јул 1969) аустралијски је глумац. Каријеру је почео улогама у ТВ серијама, од којих је најзначајнија била Братство из 2006. са Џејсоном Ајзаксом. Играо је споредне улоге у неколико комерцијално успешних филмова међу којима су Народни непријатељи, Без закона и 00:30 – Тајна операција.